# کافه کنار جاده ۲
کافه کنار جاده ۲ (به انگلیسی: Road House 2) یک فیلم اکشن، ویدئویی آمریکایی محصول سال ۲۰۰۶ به کارگردانی اسکات زیل. این فیلم دنباله‌ای بر فیلم کافه کنار جاده (فیلم ۱۹۸۹) است.

## بازیگران
- جاناتان شیچ در نقش شین برنزه
- الن هولمن در نقش بو همپتون
- ریچارد نورتون در نقش ویکتور کراس
- جیک بیوزی در نقش بیل وحشی
- ویل پاتون
- ماریسا کوین در نقش نادجا[۱][۲]